# Râul Valea Seacă a Jepilor
Râul Valea Seacă a Jepilor sau Râul Valea Seacă dintre Clăi este un curs de apă, afluent al râului Prahova. 